# Jacopo Dondi dell'Orologio

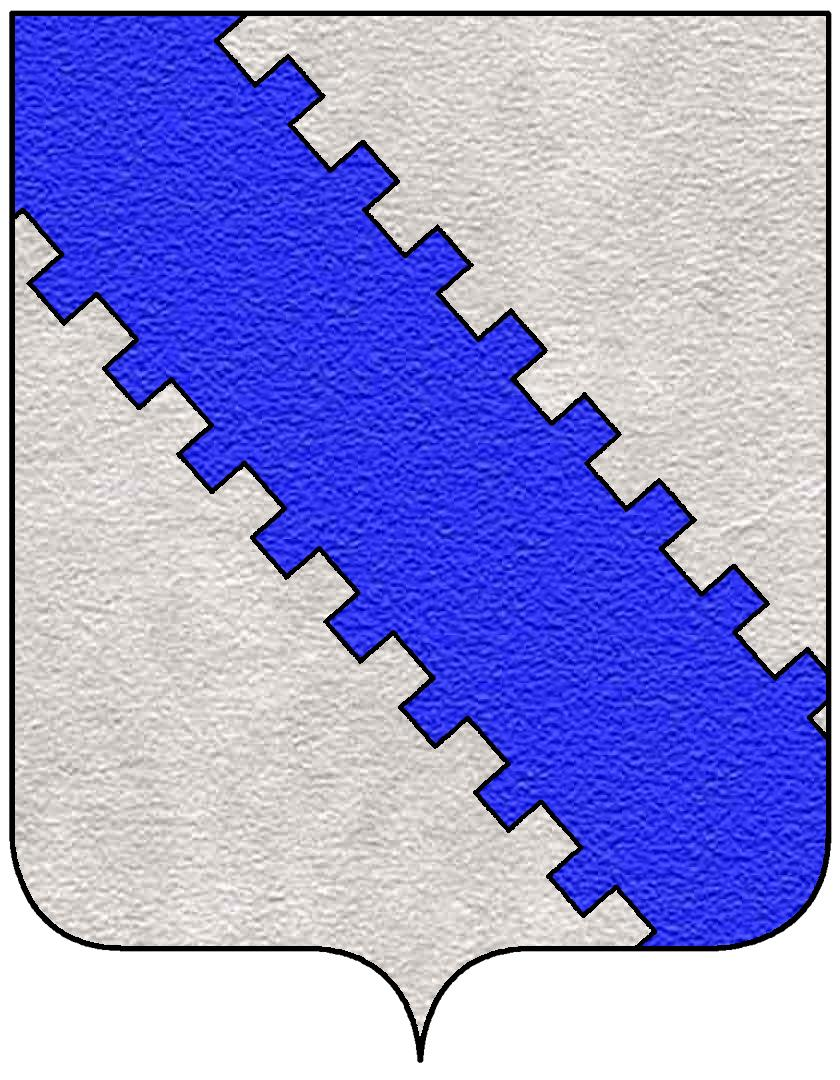
Stemma Dondi dall'Orologio

Jacopo Dondi dall'Orologio (Chioggia, 1293 – Padova, 1359) è stato un medico, astronomo e orologiaio italiano.

## Biografia

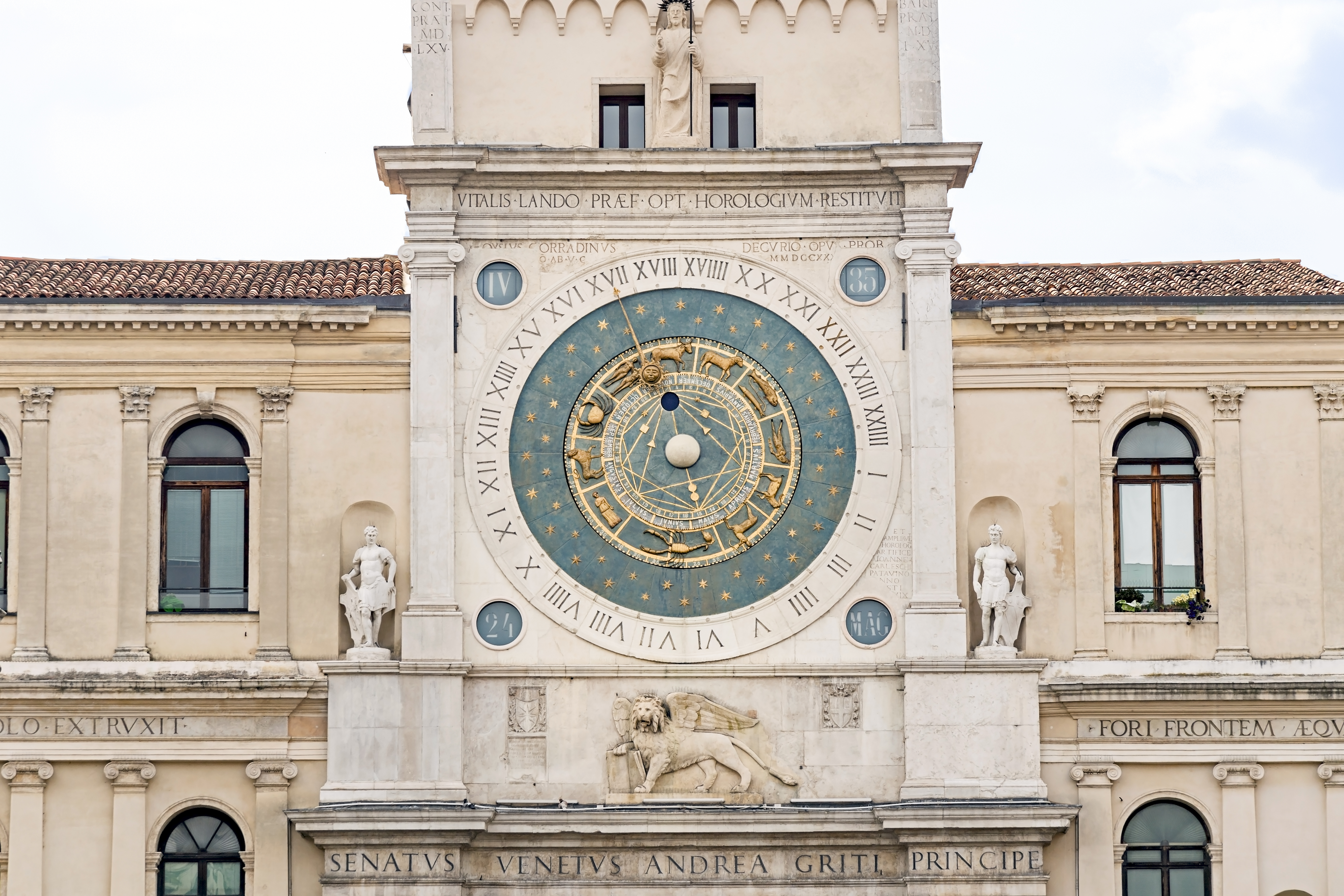
Torre dell'orologio - Padova

Nato a Chioggia da un medico di nome Isacco, cominciò presto ad esercitare anch'egli la medicina, prima a Chioggia e poi a Padova, nella cui Università divenne anche professore di medicina e di astronomia. Progettò un orologio meccanico che fu installato a Padova nel 1344. L'orologio fu distrutto nel 1390, ma una sua copia è ancora nella Torre dell'Orologio di Padova (anche se su questo punto non tutti gli studiosi sono d'accordo: alcuni ritengono che l'orologio sia stato progettato dal figlio, suo discepolo e collaboratore Giovanni).

## Opere

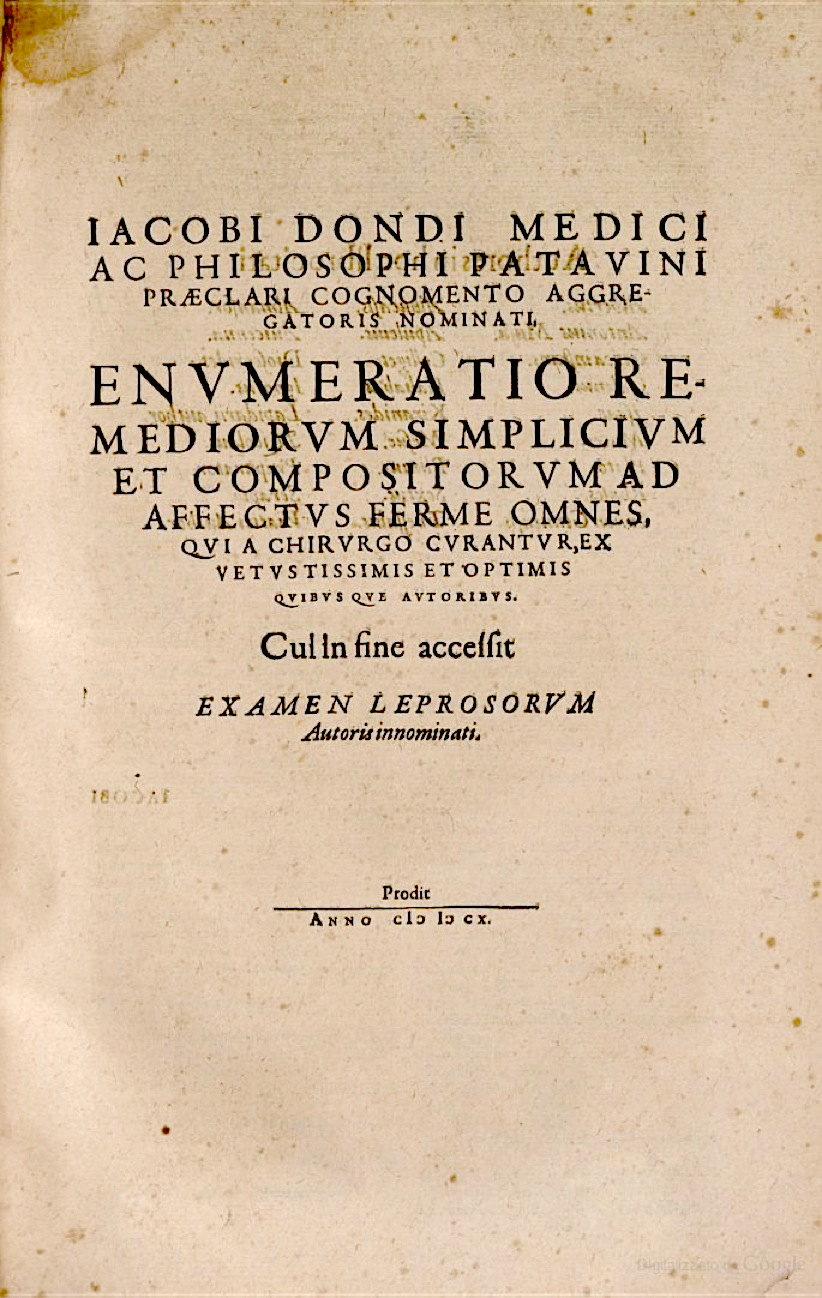
Enumeratio remediorum simplicium et compositorum ad affectus omnes qui a chirurgo curantur di Jacopo Dondi dell'Orologio

Jacopo scrisse opere di filologia e di farmacopea ed un breve trattato sulle maree.
Ma la sua opera più fortunata fu un importante trattato di farmacologia, l'Aggregator medicamentorum, seu de medicinis simplicibus. Il trattato, scritto nel 1355, più di un secolo dopo, nel 1470, era considerato così utile che fu stampato ed ebbe riedizioni anche nel secolo XVI. Su un'opera filologica abbiamo poche informazioni.
Il trattato sulle maree, De fluxu et refluxu maris, spiega le variazioni delle maree lungo il ciclo lunare con il diverso combinarsi delle azioni del Sole e della Luna, che tendono entrambi ad alzare il livello delle acque nella propria direzione ed in quella opposta. Dondi afferma che tra le due azioni la più potente è quella della Luna.
Altra opera è il Tractatus de causa salsedinis aquarum et modo conficiendi sal artificiale ex aquis Thermalibus Euganeis.